# アジス
アジス（ブルガリア語:Азис / Azis）、本名ヴァシル・トロヤノフ・ボヤノフ（Васил Троянов Боянов / Vasil Troyanov Boyanov、1978年3月7日 - ）は、ブルガリア出身のロマ（ジプシー）のチャルガ（ポップ・フォーク）歌手であり、常識破りのジェンダー表現と、派手な人物像で知られる。

## 来歴
アジスはこれまでに『Целувай ме』（Tselubay me、2003年）、『Кралят』（2004年）、『На голо』（Na golo、2003年）、そしてデシ・スラヴァとの競演アルバム『Together』（2004年）などのアルバムをリリースしてきた。アジスは、グロリア (歌手)、マリーナ（Малина / Malina）、ソフィ・マリノヴァ、トニ・ストラロ（Тони Стораро / Toni Storaro）などのブルガリアで最も人気のあるポップ・フォーク歌手たちや、セルビアのマルタ・サヴィッチ（Marta Savić）、そしてラッパーのウスタタなどと競演してきた。アジスはまた、マリアナ・ポポヴァとも競演している。ポポヴァは、2006年のユーロビジョン・ソング・コンテスト・ブルガリア代表として「Let Me Cry」を歌った。
アジスは、政治の道を目指して2005年にエヴロロマ党（Evroroma）の候補として総選挙に挑んだが、議員に当選することはできなかった。
2006年、テレビ番組ヴェリキテ・ブルガリ（Великите българи / Velikite Balgari）にて、アジスは全時代を通して21番目に偉大なブルガリアの人物に選ばれた。これは、存命の人物としては、12位に選ばれたサッカー選手のフリスト・ストイチコフに次いで2番目に高い順位であった。
2006年10月1日、アジスは男性の恋人と同性結婚した。この結婚はブルガリアの法の下で認められたものではない。
アジスは「夫」とともにBig BrotherのVIP Brother 2に参加した。アジスは19日の後に自ら離脱した。
2007年8月5日、アジスは父親となった。娘の母親は、アジスとは長い付き合いのガールフレンドである。
アジスはMichael Palin's New EuropeのEpisode 2に登場し、通訳を通してインタビューを受けた。
2007年11月、ソフィア市長のボイコ・ボリソフ（Бойко Борисов / Boiko Borisov）が、「夫」とキスをするアジスの看板を除去することを決め、問題となった。看板はLGBT運動に関するもので、看板の2人の上半身は裸であった。ボリソフは、この看板はあまりに生々しく、ソフィア中のあらゆる看板の中で最も露骨であるとした。この看板への反発として、この看板の同性愛的特長について考えるショーを主催したTV2のディレクターによって、看板の除去に至った。これによって、この看板や同種のポスターは撤去されることとなった。
2008年から、アジスは女優のエカテリーナ・エヴロ（Екатерина Евро / Ekaterina Evro）とともに、Azis's Late Night Showと題された番組の司会となった。この番組はTV2にて全国放送される。

## ディスコグラフィー
- Болка（1999年）
- Мъжете също плачат（2000年）
- Сълзи（2001年）
- AZIS（2002年）
- The Best（2002年）
- Целувай ме（Celuvaj me、2003年)
- Чурулийке（Churuliyke、2003年)
- На голо（Na golo、2003年）
- Кралят（Kralyat、2004年）
- Заедно（Zaedno、デシ・スラヴァとの競演、2004年）
- 2005（2005年）
- Дуети（Dueti、2005年）
- Дива（Diva、2006年）
- сила дъно（sila dıno、2006年）
- The Best 2（2007年）
- BasBasah（2008年）